# 捉神弄鬼
《捉神弄鬼》（英語：Death Becomes Her）是一部於1992年上映的美國黑色幽默奇幻片，由羅拔·湛米基斯執導及監製，大衛·柯普與Martin Donovan操刀劇本。梅麗·史翠普與歌蒂·韓飾演爭奪同一男人（布鲁斯·威利斯飾演）的女人，而一名女巫提供了可以永生不死且永保青春的魔藥，使事情變得複雜。

## 劇情大綱
作家海倫與男友厄尼到百老匯觀賞好友梅德琳的表演，不料梅德琳居然對英俊帥氣的厄尼撓首弄姿，之後更是插足於兩人之間橫刀奪愛。同時失去了好友和愛人，海倫悲傷又憤怒，對人生失去希望的她暴飲暴食，很快就變成了一個人人見而避之的肥婆，她也逐漸淡出了大眾視線。
十四年過去了，梅德琳和厄尼的婚姻陷入一片黑暗，梅德琳的演藝生涯隨著年齡增長而褪色，而厄尼現在是一名酗酒的大體整容師。一次偶然的機會，她收到海倫新書《青春永駐》發表會的邀請，便和厄尼前往參加。到現場後，梅德琳發現海倫雖然已經五十歲了，但現在的容貌身材卻大為改變，讓厄尼驚為天人。海倫的改變讓梅德琳又嫉又羨，她在多方探訪之下找上了神秘女巫萊爾，萊爾給了梅德琳一瓶達到永生和青春的藥水，梅德琳喝下藥水，逆轉了年齡，恢復了美麗，但萊爾卻警告她要善待自己的身體。
原來這瓶藥水有一個要命的副作用，喝下去後身體不會生病，卻經不起任何意外傷害。而實際上，海倫會變得迷人、年輕的原因，也是因為喝了這瓶藥水。察覺事態嚴重的她們不約而同找上了厄尼，希望透過厄尼的巧手幫她們把殘破的身體弄好。可是此時的厄尼只想對她們敬而遠之，因為他覺得長生不老根本沒什麼好......

## 演員
- 梅麗·史翠普飾演Madeline Ashton
- 布鲁斯·威利斯飾演Dr. Ernest Menville
- 歌蒂·韓飾演Helen Sharp
- 伊莎貝拉·羅塞里尼飾演Lisle von Rhuman
- Ian Ogilvy（英语：Ian Ogilvy）飾演Chagall
- 亞當·斯托克飾演Dakota Williams
- Alaina Reed Hall（英语：Alaina Reed Hall）飾演心理學家
- Michelle Johnson（英语：Michelle Johnson (actress)）飾演Anna Jones
- Mary Ellen Trainor（英语：Mary Ellen Trainor）飾演Vivian Adams
- Susan Kellermann（英语：Susan Kellermann）飾演急診室護士
- William Frankfather（英语：William Frankfather）飾演Roy Franklin先生
- John Ingle（英语：John Ingle）飾演作頌詞者
- Debra Jo Rupp（英语：Debra Jo Rupp）飾演病人
- 法比奧·蘭佐尼飾演Lisle的保鑣
- 薛尼·波勒飾演急診室醫生（未掛名）

## 評價
影評人給予本片的評價褒貶不一。爛番茄根據55篇影評給出55%的「新鮮度」。Metacritic收集24篇影評，給出加權平均數56，代表「褒貶不一或口碑中庸」。影院评分調查美國首映日觀眾評價，本片得到「B」。

## 票房
本片於美國上映首周末登上票房冠軍。

## 獎項
| 獎項           | 類別                       | 提名對象                                                                                  | 結果 |
| -------------- | -------------------------- | ----------------------------------------------------------------------------------------- | ---- |
| 奥斯卡金像奖   | 最佳視覺效果               | Ken Ralston、江道格、Douglas Smythe與Tom Woodruff Jr.                                     | 獲獎 |
| 英国电影学院奖 | 最佳視覺效果               | Michael Lantieri、Ken Ralston、Alec Gillis、Tom Woodruff Jr.、Doug Chiang與Douglas Smythe | 獲獎 |
| 金球獎         | 最佳音樂及喜劇類電影女主角 | 梅麗·史翠普                                                                               | 提名 |

## 外部連結
- 美国电影学会目录上的《捉神弄鬼》（英文）
- 互联网电影数据库（IMDb）上《捉神弄鬼》的资料（英文）
- TCM电影资料库上《捉神弄鬼》的资料（英文）